# Пастухов, Дмитрий Александрович
Дми́трий Алекса́ндрович Пастухо́в (14 октября 1845, Ярославль — 22 августа 1927, г. Брюссель, Бельгия) — русский купец 1-й гильдии, потомственный почётный гражданин, общественный деятель и благотворитель.

## Биография

### Ранние годы жизни
Дмитрий Александрович Пастухов родился в Ярославле в семье потомственного почётного гражданина Александра Матвеевича Пастухова, который одним из первых купцов в Российской империи в середине XIX века начал заниматься промышленным производством, скупив металлургические предприятия в Вятской губернии. Дмитрий получил домашнее образование, а затем окончил Петербургскую коммерческую школу Святой Анны и уже в возрасте 15 лет вошёл в семейное дело. В 1864 году скончался Александр Матвеевич; Дмитрий получил в наследство часть его капитала и недвижимости, и вместе с братом Николаем переехал в Санкт-Петербург, где стал одним из учредителей Волжско-Камского банка — крупнейшего акционерного банка России, главным направлением которого было кредитование волжской торговли и сбыта зерна.

### Промышленность на Дону
В 1868 году Дмитрий Александрович обратился к руководству Области войска Донского с прошением о выделении ему участка земли площадью 312 десятин неподалёку от посёлка Сулин Черкасского округа (ныне — город Красный Сулин), рядом с которым уже были разведаны месторождения каменного угля, железной руды и велось бурное строительство железных дорог, для строительства чугунолитейного и железоделательного завода. В мае было получено разрешение на строительство, подписанное императором Александром II, а в июле был заключен контракт с войском Донским на аренду участка сроком на 99 лет.
Строил Пастухов завод на свои средства без каких-либо правительственных льгот и субсидий. Слухи о строительстве большого чугуноплавильного и железоделательного завода и о возможности найти на нём работу распространились по всей России, и со всех концов в Сулин потянулись обезземеленные, разорённые крестьяне.
Первая доменная печь была пущена в сентябре 1872 года, однако она тут же прогорела. Спустя полтора года на заводе впервые не только в России, но и в Европе была проведена плавка не на коксе, а на антраците. Одновременно с доменным производством в строй вступили прокатный, литейный, костыльный и огнеупорный цеха. С этого года по заказу Морского министерства был начат прокат сортового железа на Грушевском антраците с высокими потребительскими свойствами.
Российское правительство высоко оценило заслуги Дмитрия Пастухова и в 1875 году он был награжден орденом Святого Владимира IV степени «за постройку на собственные средства в Области войска Донского первого ныне действующего в России на антраците чугуноплавильного и железоделательного завода». Завод был самым крупным на то время промышленным предприятием на Дону: к началу 1890-х годов на нем трудилось около двух тысяч рабочих и производилось более 60 % промышленной продукции региона.
Из-за недостатка средств на дальнейшее развитие завода и отсутствия квалифицированных знаний всех циклов металлургического производства в 1892 году Дмитрий Александрович за небольшую компенсацию передал завод своему двоюродному брату Николаю Петровичу Пастухову.

### Судостроение
В 1888 году на берегу Дона Дмитрием Александровичем была заложена первая донская судостроительная верфь. Газета «Ведомости Ростова-на-Дону» тех лет сообщала:
Это есть начало судостроения на реке Дон. Много труда и средств положил Д. А. Пастухов для этого достижения
```
 До настоящего времени на набережной Ростова-на-Дону можно увидеть кнехты для швартовки судов с надписью:
```

«Механический завод Д.А.Пастухова, 1899г. Ростовъ на Дону».

### Общественная деятельность
В среде южнороссийских горнозаводчиков Пастухова считали довольно прогрессивным и либеральным предпринимателем. Помимо своей основной деятельности, он много занимался общественной и был заметной фигурой в жизни Ростова. Дмитрий Александрович дважды избирался гласным городской Думы Ростова и входил в число «отцов города». Более десяти лет был активным членом комитета торговли и мануфактур. Кроме этого, состоял членом Совета правления Общества взаимного кредита и Почётным попечителем Ростовского реального училища.
Дмитрий Александрович Пастухов пользовался большим уважением среди рабочих: для постройки индивидуальных домов он выдавал ссуды в 250 рублей на 25 лет, в посёлке при заводе запретил открытие кабаков, построил и содержал для детей рабочих начальное училище, попечителем которого была его супруга Анна Андреевна.